# نظام تسمية الطائرات الألمانية
كانت لدى وزارة الطيران الألمانية ( Reichsluftfahrtministerium ؛ RLM) نظامًا لتعيين الطائرات كان محاولة من قبل سلطات الطيران في الرايخ الثالث لتوحيد وإنتاج معرف لكل نوع هيكل الطائرة الذي تم إنتاجه في ألمانيا  كان قيد الاستخدام من عام 1933 إلى عام 1945 على الرغم من تضمين العديد من طائرات ما قبل عام 1933 وكان النظام قد تغير على مدار تلك السنوات. بالإضافة إلى طائرات لوفتفافه، فقد غطت الطائرات المدنية والطائرات الرياضية، بسبب قيام وزارة طيران الرايخ بتسلم زمام جميع المسائل المتعلقة بالطيران في الرايخ الثالث، سواء كانت مدنية أو عسكرية بطبيعتها. 

## النظام
عندما تم منح وزارة طيران الرايخ السيطرة على أنشطة الطيران في البلاد في عام 1933، شرعت في فهرسة كل من الطائرات قيد الإنتاج بالفعل من قبل العديد من الشركات المصنعة الألمانية بالإضافة إلى المشاريع الجديدة التي وافقت عليها الوزارة لتطويرها. أدخلت وزارة طيران الرايخ التحسينات اللازمة على نظام التعيين الذي تم إنشاؤه في 1929/30 من قبل مكتب ذخائر الجيش (مكتب الأسلحة العسكرية) في وزارة الرايخويهر (وزارة الدفاع)، إلى جانب المؤسسات الأخرى ذات الصلة بالصناعة. تسبب النظام السابق في حدوث ارتباك في استخدام تسميات الطائرات بين الشركات المصنعة المختلفة؛ استخدمت ست طائرات من شركات مختلفة الرقم 33. 
تم إنشاء نظام تسمية موازي لمحركات طائرات المكبس، باستخدام البادئة "9-"، مع استبدال البادئة الخاصة 109 بمحركات الدفع (النفاثة أو الصاروخية). 
| آل       | الباتروس                                        |
| Ar       | أرادو                                           |
| As       | أرغوس موتورن                                    |
| Ba       | باكيم                                           |
| بف       | بايريش لطائرات (بعد يوليو 193، ماسرشميت إيه جي) |
| بو       | بوكر                                            |
| BV       | بلوم وفوس                                       |
| DFS      | دي أف أس                                        |
| دو       | دورنير                                          |
| فا       | فوك-أتشيليس                                     |
| Fg       | Flugtechnische Fertigungsgemeinschaft Prag      |
| Fh       | Flugzeugwerke Halle فيما بعد سي لسيبل           |
| فاي      | فيزل                                            |
| FK       | Flugzeugbau Kiel                                |
| Fl       | فليتنر                                          |
| اف دبليو | فوك وولف                                        |
| جو       | جوثير واجونفابريك                               |
| ها       | همبرغر فلوغزيغباو                               |
| هو       | هاينكل                                          |
| أتش أس   | هينشل                                           |
| أتش أم   | هيرث                                            |
| هو       | Reimar und Walter Horten                        |
| يو       | يونكرز                                          |
| Kl       | Klemm Flugzeugbau                               |
| NR       | نجلر رولز                                       |
| So       | هاينز سومبولد                                   |
| Sk       | سكودا كاوبا                                     |
| We       | فيسر لطائرات                                    |
| ZMe      | زيبلين / ماسرشميت                               |
| ZSo      | زيبلين / سنكاسو                                 |

## تغييرات الاسم والمنشئات الجديدة
في عام 1933، افتتحت شركة بلوم+فوس في ألمانيا أكبر شركة لبناء السفن في هامبورغ شركة تابعة للطائرات تحت اسم هامبورغ فلوجزويباو. قامت وزارة طيران الرايخ بتعيين هذا المصنع بالبادئة ها. ومع ذلك، كان الاتصال مع بلوم وفوس قويًا جدًا وكانت الطائرات القادمة من هامبورغ فلوجزويباو معروفة باسم "Blohm & Voss type Ha xxx". في نهاية المطاف، أعطت طيران الرايخ للمصنع تسمية جديدة لـ BV لـ Blohm & Voss. 
تظهر قائمة بأبرز التغييرات في التعيين أدناه: 
| تعيين جديد | اسم رسمي                                 | تم استبدال التصنيف  | الاسم السابق              |
| ---------- | ---------------------------------------- | ------------------- | ------------------------- |
| BV         | بلوم وفوس                                | ها                  | همبرغر فلوغزيغباو         |
| أنا        | مسرشميت                                  | Bf (بعد يوليو 1938) | Bayerische Flugzeugwerke  |
| سي         | سيبل                                     | Fh                  | Flugzeugwerke Halle       |
| DFS        | Deutsche Forschungsanstalt für Segelflug | (ن / أ)             | ( رون روسيتين جيزيلشافت ) |